# 過敏症
過敏症（かびんしょう、hypersensivity）は、通常は反応が起こらない程度の刺激に反応して、一定の症状があらわれる疾患のことを指す。過敏反応とも呼ばれる。しばしばアレルギーと同義語として扱われているが、2003年、以下のように提案された。
正常被験者には耐えられる一定量の刺激への曝露により，客観的に再現可能な徴候をひきおこす疾患（反応）—世界アレルギー機構
一方、アレルギーは免疫学的機序によって開始される過敏症（反応）とされた。
現在、アレルギーの分野では、「過敏症」は「正常な被験者が耐容できる用量で定義された刺激に曝露されることによって開始し、客観的に再現可能な症状または徴候を引き起こす、臨床的にアレルギーに類似した状態」と定義され、「アレルギー」は「証明された、または強く疑われる免疫学的機序によって開始する過敏症反応」と定義されているため、両者は異なる階層に位置づけられている。過敏症はアレルギーの概念を包含する。

## 参考資料
1. 1 2 3  斎藤博久 (2005). “アレルギー用語の世界統一案解説”. 小児科診療 68:  1379-1383.
2. 1 2 3  Tanno, Luciana Kase; Calderon, Moises A.; Smith, Helen E.; Sanchez-Borges, Mario; Sheikh, Aziz; Demoly, Pascal (2016). “Dissemination of definitions and concepts of allergic and hypersensitivity conditions” (英語). World Allergy Organization Journal 9:  24. doi:10.1186/s40413-016-0115-2. PMC 4977713. PMID 27551327.